# Sicyopterus sarasini
Sicyopterus sarasini és una espècie de peix de la família dels gòbids i de l'ordre dels perciformes.

## Morfologia
- Els mascles poden assolir 12 cm de longitud total i les femelles 7,5.[4]

## Hàbitat
És un peix d'aigua dolça, de clima tropical i pelàgic.

## Distribució geogràfica
Es troba a Oceania: Nova Caledònia.

## Observacions
És inofensiu per als humans.